# Alfred Seitz (Widerstandskämpfer)

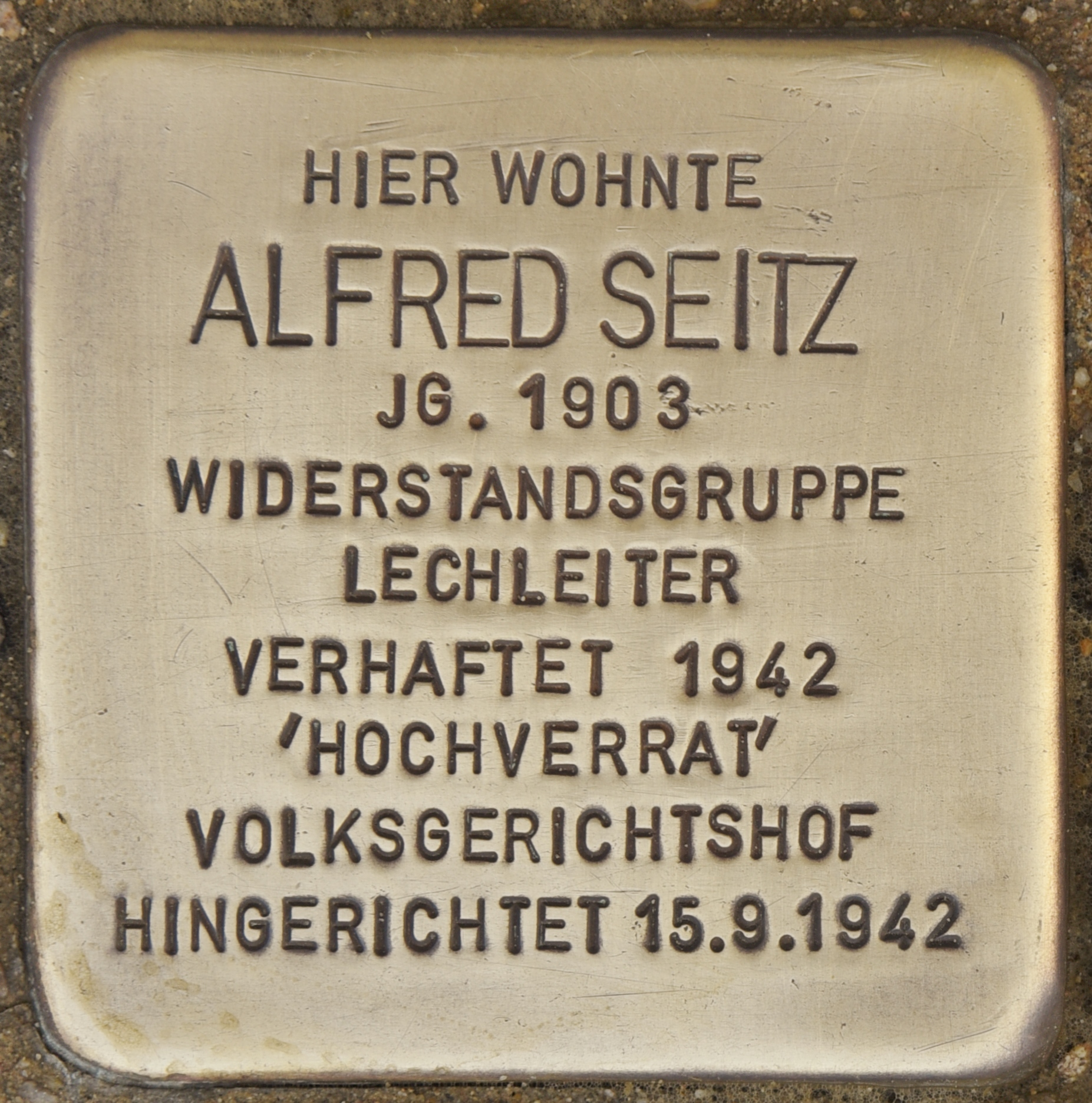
Stolperstein für Alfred Seitz in der Karlsruher Straße 46 von Heidelberg

Alfred Seitz (* 10. Februar 1903 in Mannheim; † 15. September 1942 in Stuttgart) arbeitete seit 1939 als Pfleger im Krankenhaus Rohrbach, der heutigen Thoraxklinik in Heidelberg. Er war wie seine Ehefrau Käthe Mitglied der Widerstandsorganisation „Lechleiter-Gruppe“, die an der von der KPD herausgegebenen Zeitung Der Vorbote – Informations- und Kampforgan gegen den Hitlerfaschismus mitwirkte. Er wurde, wie 13 weitere Mitglieder, wegen „Vorbereitung zum Hochverrat“ angeklagt und am Morgen des 15. September 1942 durch das Fallbeil hingerichtet.